# 코모도어 코크랜
코모도어 셸턴 코크랜(Commodore Shelton Cochran, 1902년 1월 20일 ~ 1969년 1월 3일)은 미국의 육상 선수로 1924년 파리 올림픽 1600m릴레에서 금메달을 획득하였다.
미시시피주 출신의 코모도어 코크랜은 미시시피 주립 대학교의 학생으로서 1922년과 1923년 440 야드에서 NCAA 선수권을 우승하였다.
올림픽에서 코크랜은 3분 16.0초의 세계 신기록과 함께 우승한 미국 1600m 릴레이 팀의 선두 주자로 달렸다.
자신의 육상 경력 이후, 그는 1948년 런던 올림픽 2관왕인 자신의 동생 로이 코크랜의 코치를 맡았다.
자신의 67세 생일이 17일 남은 채 샌프란시스코에서 사망하였다.